# Hasta que dios diga
«Hasta Que Dios Diga» es una canción de los cantantes puertorriqueños Anuel AA y Bad Bunny, lanzada el 29 de mayo de 2020 bajo las discográficas Real Hasta la Muerte y Sony Music Latin. Es el quinto sencillo de Emmanuel, el segundo álbum de estudio de Anuel AA.

## Antecedentes y lanzamiento
El tracklist de Emmanuel fue revelado el 27 de mayo de 2020, siendo “Hasta Que Dios Diga” el quinto sencillo del álbum. Finalmente fue lanzado junto a su videoclip el 29 de mayo del mismo año.

## Video musical
El video musical fue lanzado el 29 de mayo de 2020 junto al disco. Fue grabado entre Puerto Rico y Miami y está protagonizado por los propios Anuel AA y Bad Bunny, a los que se ve cantando en una ciudad de estilo cyberpunk, una versión futurista de Miami.

## Posicionamiento en listas

### Posicionamientos semanales obtenidos por “Hasta Que Dios Diga”
| Lista (2020)                       | Mejor posición |
| ---------------------------------- | -------------- |
| Argentina (Argentina Hot 100)      | 33             |
| España (PROMUSICAE)                | 1              |
| Estados Unidos (Billboard Hot 100) | 86             |
| Estados Unidos (Hot Latin Songs)   | 4              |

### Posicionamientos anuales obtenidos por “Hasta Que Dios Diga”
| Lista (2020)                   | Mejor Posición |
| ------------------------------ | -------------- |
| España (PROMUSICAE)            | 31             |
| US Hot Latin Songs (Billboard) | 43             |